# Depanthus glaber
Depanthus glaber är en tvåhjärtbladig växtart som först beskrevs av Charles Baron Clarke, och fick sitt nu gällande namn av Spencer Le Marchant Moore. Depanthus glaber ingår i släktet Depanthus och familjen Gesneriaceae. Inga underarter finns listade i Catalogue of Life.